# Новий Лашман
Новий Лашман (рос. Новый Лашман) — селище в Вознесенському районі Нижньогородської області Російської Федерації.
Населення становить 0 осіб. Входить до складу муніципального утворення Благодатовська сільрада.

## Історія
Від 2004 року входить до складу муніципального утворення Благодатовська сільрада.

## Населення
| 1999 | 2002 | 2010 |
| ---- | ---- | ---- |
| 54   | ↘11  | ↘0   |